# Alex Wexo
Alex Wexo est un acteur américain né à Boston (Massachusetts).
Alors qu'il est âgé de cinq ans, sa famille déménage en Angleterre. À dix-sept ans, il s'installe en Écosse. Il est connu pour son rôle dans Le Caméléon où il joue le jeune Sydney. Il joue souvent les guest stars dans de nombreuses séries. 
Alex Wexo a fait partie du corps des marines. Il a notamment travaillé pour la Maison Blanche.

## Filmographie
- 1993 : Loïs et Clark, les nouvelles aventures de Superman (saison 1 - épisode 3)
- 1995 : Melrose Place (saison 4 - épisode 29) : un officier de police
- 1996 - 2000 : Le Caméléon : Sydney jeune
- 1999 : V.I.P. (saison 2 - épisode 7) : Dinstman
- 2000 : Invisible Man (saison 1 - épisode 24) : Connor
- 2001 : Invisible Man (saison 2 - épisode 4) : Connor
- 2004 : Point Pleasant, entre le bien et le mal  (saison 1 - épisode 8) : Dr Jacob Henman
- 2006 : The Unit : Commando d'élite (saison 1 - épisode 12) : inspecteur Humphrey
- 2008 : Eleventh Hour (saison 1 - épisode 3) : Sam Sheridan